# Nasr Al-Din
Nasr Al-Din, död 1266, var regerande sultan av Delhi mellan 1246 och 1266.